# Pico da Cruz
Pico da Cruz är ett berg i Kap Verde.   Det ligger i kommunen Concelho do Paul, i den nordvästra delen av landet, 290 km nordväst om huvudstaden Praia. Toppen på Pico da Cruz är 1 585 meter över havet, eller 347 meter över den omgivande terrängen. Bredden vid basen är 9,8 km. Pico da Cruz ligger på ön Santo Antão.
Terrängen runt Pico da Cruz är kuperad åt sydost, men åt nordväst är den bergig. En vik av havet är nära Pico da Cruz åt nordost. Närmaste större samhälle är Porto Novo, 10,0 km söder om Pico da Cruz. 